# Libnotes bidentata
Libnotes bidentata là một loài ruồi trong họ Limoniidae. Chúng phân bố ở miền Australasia.